# Congettura di Pillai
In teoria dei numeri, la congettura di Pillai è un problema diofanteo che riguarda la differenza di potenze perfette ed è strettamente collegata con la congettura di Catalan. Essa afferma che la differenza di termini consecutivi nella successione di tutte le potenze perfette tende ad infinito e, quindi, che ogni data differenza compaia solo un numero finito di volte. È un problema aperto che prende il nome da S. S. Pillai.